# Vlekkenteek
Vlekkenteek (Dermacentor reticulatus) is een teek behorend tot de familie Ixodidae.  Deze tekensoort voedt zich voornamelijk op dieren. Het is de typesoort voor het geslacht Dermacentor.

## Kenmerken
Het vrouwtje varieert in grootte van 3,8 tot 4,2 mm (ongevoerd) tot 10 mm wanneer ze volgezogen is na het voeren. Het niet-gevoede mannetje is 4,2 tot 4,8 mm lang. De mannetjes zijn iets kleiner dan de vrouwtjes en vertonen bij het zuigen geen toename in grootte. Het dorsale schild bedekt het hele lichaam bij mannen en alleen het voorste derde deel van het lichaam bij vrouwen. Het is witachtig gemarmerd. De buitenrand is roodoranje.

## Habitat
Als leefgebied geeft de vlekkenteek de voorkeur aan vochtige gebieden zoals bossen en heidevelden. Vlekkenteken hebben een zomertemperatuur van 20 tot 22 °C en regenval van 400 tot 1000 mm nodig. De teken zijn koudetolerant en overleven strenge winters.

## Verspreiding
D. reticulatus komt voor in Europa en West-Azië. Oorspronkelijk gevonden in Hongarije, Oostenrijk en Noord-Italië, is het verspreidingsgebied van de vlekkenteek sinds de jaren zeventig aanzienlijk uitgebreid naar het noorden. 

## Levenscyclus
De vlekkenteek kent een drievoudige verandering van gastheer. Een volledige ontwikkelingscyclus duurt ongeveer 1 tot 1,5 jaar. Huisdieren zoals honden en paarden, maar ook runderen en schapen, wilde zwijnen, herten en vossen spelen een rol als definitieve gastheren van de vlekkenteek De goudjakhals kan ook besmet zijn met vlekkenteken. Mensen worden zelden gebeten. 
De paring van de volwassen teken vindt plaats op de gastheer, waarbij de vrouwtjes een 8-daagse bloedmaaltijd moeten nemen en de paring binnen de eerste 3 dagen moet plaatsvinden. Volwassen teken klimmen in gras op zoek naar potentiële gastheren. Deze worden beklommen tot een hoogte van 1,5 m. Een volwassen vrouwtje blijft 9 tot 15 dagen op een gastheer.
De vrouwtjes leggen ongeveer 3000 tot 5000 eieren na de bloedmaaltijd in het voorjaar. De larven die daaruit uitkomen en de nimfen die zich na de rui ontwikkelen, zogen in de zomer op kleine zoogdieren (knaagdieren, insecteneters, konijnen). In droge biotopen houden de nimfen van mei tot augustus een pauze, die ze doorbrengen in vochtige grondlagen. In drasland blijven ze de hele zomer actief. De volgende winter wordt doorgebracht in een soort koude verdoving onder bladeren en mos, met activiteit tot ver in januari in milde winters. De ontwikkelingscyclus is voltooid wanneer de teek in het volgende voorjaar vervelt tot een volwassen teek.

## Ziektes
D. reticulatus kan ziektes overbrengen, waaronder Babesia canis, Francisella tularensis, Coxiella burnetti, Theileria equi en verschillende soorten Rickettsia, zoals Rickettsia slovaca.